# Polgármester-választások Libickozmán
1990 óta nyolc rendes önkormányzati választást és két időközi polgármester-választást tartottak Libickozmán.
A tíz választás során négy polgármester nyerte el a választók többségének bizalmát. 2006 óta Horváth Gábor a Somogy megyei község első embere.
A község lélekszámából fakadóan a képviselő-testület létszáma 2 fő (2010-ig 3 fős volt).

## Háttér
A félszáz lelkes település Somogy megye közepén található. 2013 óta a Marcali járás része.
1924-ben részben Libickozmából vált ki Hosszúvíz község.
1970-től Libickozma Somogyfajsszal és Pusztakovácsival alkotott közös tanácsot, melynek székhelye Pusztakovácsiban volt.
1990-től újra önállóan igazgathatja magát a település.

### Alapadatok
| Év   | Év   | Jelöltek | Részvétel |
| ---- | ---- | -------- | --------- |
|      | 1992 | 1        | 64%       |
| 1994 | 1994 | 2        | 82%       |
| 1998 | 1998 | 3        | 79%       |
| 2002 | 2002 | 2        | 69%       |
| 2006 | 2006 | 3        | 94%       |
| 2010 | 2010 | 2        | 95%       |
|      | 2010 | 2        | 87%       |
| 2014 | 2014 | 2        | 82%       |
| 2019 | 2019 | 1        | 71%       |

A település lakóinak a száma 90 és 40 körül mozgott a rendszerváltás utáni negyedszázadban. A lakók száma választásról választásra csökkent, egészen a 2010-es évek közepéig. (A legnagyobb csökkenés 1990 és 1994 között következett be.) A község lélekszámából fakadóan a képviselő-testület létszáma előbb 3 fős volt, majd a 2010-es önkormányzati reformot követően 2 fős lett.
1992-ben a hivatalban lévő polgármester halála miatt tartottak időközi választást, 2010-ben pedig a rendes választáson szavazategyenlőség alakult ki, ezért megismételték a szavazást.
Jellemzően a község lakóinak döntő többsége elment szavazni, a legmagasabb a részvételi hajlandóság 2010-ben (95%), a legalacsonyabb 1992-ben (64%) volt. (Az 1990-es választásokról nem állnak rendelkezésre részletes adatok.)
| Alapadatok (1990-2019) | Alapadatok (1990-2019) | Alapadatok (1990-2019) | Alapadatok (1990-2019) | Alapadatok (1990-2019) | Alapadatok (1990-2019) | Alapadatok (1990-2019) | Alapadatok (1990-2019) |
| Év                     | Év                     | Nap                    | Lakók                  | Lakók                  | Választó- jogosult     | Szavazó                | Szavazó                |
| Év                     | Év                     | Nap                    | száma                  | +/–                    | Választó- jogosult     | fő                     | %                      |
| ---------------------- | ---------------------- | ---------------------- | ---------------------- | ---------------------- | ---------------------- | ---------------------- | ---------------------- |
| 1990                   | 1990                   | szept.30.              | 88                     | (nincs adat)           | (nincs adat)           | (nincs adat)           | (nincs adat)           |
|                        | 1992                   | dec.13.                | (nincs adat)           | (nincs adat)           | 61                     | 39                     | 63,9%                  |
| 1994                   | 1994                   | dec.11.                | 65                     | -23                    | 56                     | 46                     | 82,1%                  |
| 1998                   | 1998                   | okt.18.                | 58                     | -7                     | 48                     | 38                     | 79,2%                  |
| 2002                   | 2002                   | okt.20.                | 51                     | -7                     | 39                     | 27                     | 69,2%                  |
| 2006                   | 2006                   | okt.1.                 | 47                     | -4                     | 35                     | 33                     | 94,3%                  |
| 2010 ⚠                 | 2010 ⚠                 | okt.3.                 | 41                     | -6                     | 43                     | 41                     | 95,3%                  |
|                        | 2010                   | dec.18.                | (nincs adat)           | (nincs adat)           | 69                     | 60                     | 87,0%                  |
| 2014                   | 2014                   | okt.12.                | 40                     | -1                     | 34                     | 28                     | 82,4%                  |
| 2019                   | 2019                   | okt.13.                | 43                     | +3                     | 34                     | 24                     | 70,6%                  |

## Választások
| \| 1990 \| |                                         |          |                 |
| Jelölt     | Jelölt                                  | Szavazat | Szavazat        |
|            | Czuring József –                        | n.a.     | n.a.            |
|            | {{{jelölt2}}} –                         |          | {{{százalék2}}} |
|            | {{{jelölt3}}} –                         |          | {{{százalék3}}} |
|            | {{{jelölt4}}} –                         |          | {{{százalék4}}} |
|            | {{{jelölt5}}} –                         |          | {{{százalék5}}} |
|            | {{{jelölt6}}} –                         |          | {{{százalék6}}} |
|            | {{{jelölt7}}} –                         |          | {{{százalék7}}} |
|            | {{{jelölt8}}} –                         |          | {{{százalék8}}} |
|            | {{{jelölt9}}} –                         |          | {{{százalék9}}} |
|            | további jelöltekről nincs elérhető adat |          |                 |
|            |                                         |          |                 |
| 1990       |                                         |          |                 |

| \| 1992 \| Időközi választás \| Részvétel: 64% \| |                   |                |                 |
| Jelölt                                            | Jelölt            | Szavazat       | Szavazat        |
|                                                   | Horváth László –  | 37             | 100%            |
|                                                   | {{{jelölt2}}} –   |                | {{{százalék2}}} |
|                                                   | {{{jelölt3}}} –   |                | {{{százalék3}}} |
|                                                   | {{{jelölt4}}} –   |                | {{{százalék4}}} |
|                                                   | {{{jelölt5}}} –   |                | {{{százalék5}}} |
|                                                   | {{{jelölt6}}} –   |                | {{{százalék6}}} |
|                                                   | {{{jelölt7}}} –   |                | {{{százalék7}}} |
|                                                   | {{{jelölt8}}} –   |                | {{{százalék8}}} |
|                                                   | {{{jelölt9}}} –   |                | {{{százalék9}}} |
|                                                   |                   |                |                 |
|                                                   |                   |                |                 |
| 1992                                              | Időközi választás | Részvétel: 64% |                 |

| \| 1994 \| \| Részvétel: 82% \| |                   |                |                 |
| Jelölt                          | Jelölt            | Szavazat       | Szavazat        |
|                                 | Horváth László –  | 27             | 58,7%           |
|                                 | Kelemen Mariann – | 19             | 41,3%           |
|                                 | {{{jelölt3}}} –   |                | {{{százalék3}}} |
|                                 | {{{jelölt4}}} –   |                | {{{százalék4}}} |
|                                 | {{{jelölt5}}} –   |                | {{{százalék5}}} |
|                                 | {{{jelölt6}}} –   |                | {{{százalék6}}} |
|                                 | {{{jelölt7}}} –   |                | {{{százalék7}}} |
|                                 | {{{jelölt8}}} –   |                | {{{százalék8}}} |
|                                 | {{{jelölt9}}} –   |                | {{{százalék9}}} |
|                                 |                   |                |                 |
|                                 |                   |                |                 |
| 1994                            |                   | Részvétel: 82% |                 |

| \| 1998 \| \| Részvétel: 79% \| |                      |                |                 |
| Jelölt                          | Jelölt               | Szavazat       | Szavazat        |
|                                 | Samu Ferenc –        | 19             | 52,8%           |
|                                 | Lukács József –      | 12             | 33,3%           |
|                                 | Vessző Imre István – | 5              | 13,9%           |
|                                 | {{{jelölt4}}} –      |                | {{{százalék4}}} |
|                                 | {{{jelölt5}}} –      |                | {{{százalék5}}} |
|                                 | {{{jelölt6}}} –      |                | {{{százalék6}}} |
|                                 | {{{jelölt7}}} –      |                | {{{százalék7}}} |
|                                 | {{{jelölt8}}} –      |                | {{{százalék8}}} |
|                                 | {{{jelölt9}}} –      |                | {{{százalék9}}} |
|                                 |                      |                |                 |
|                                 |                      |                |                 |
| 1998                            |                      | Részvétel: 79% |                 |

| \| 2002 \| \| Részvétel: 69% \| |                 |                |                 |
| Jelölt                          | Jelölt          | Szavazat       | Szavazat        |
|                                 | Samu Ferenc –   | 27             | 100,0%          |
|                                 | Lukács József – | 0              | 0,0%            |
|                                 | {{{jelölt3}}} – |                | {{{százalék3}}} |
|                                 | {{{jelölt4}}} – |                | {{{százalék4}}} |
|                                 | {{{jelölt5}}} – |                | {{{százalék5}}} |
|                                 | {{{jelölt6}}} – |                | {{{százalék6}}} |
|                                 | {{{jelölt7}}} – |                | {{{százalék7}}} |
|                                 | {{{jelölt8}}} – |                | {{{százalék8}}} |
|                                 | {{{jelölt9}}} – |                | {{{százalék9}}} |
|                                 |                 |                |                 |
|                                 |                 |                |                 |
| 2002                            |                 | Részvétel: 69% |                 |

| \| 2006 \| \| Részvétel: 94% \| |                            |                |                 |
| Jelölt                          | Jelölt                     | Szavazat       | Szavazat        |
|                                 | Horváth Gábor –            | 19             | 57,6%           |
|                                 | Petkov-Kristov Péter –     | 11             | 33,3%           |
|                                 | Boskovics Sándor Somogyért | 3              | 9,1%            |
|                                 | {{{jelölt4}}} –            |                | {{{százalék4}}} |
|                                 | {{{jelölt5}}} –            |                | {{{százalék5}}} |
|                                 | {{{jelölt6}}} –            |                | {{{százalék6}}} |
|                                 | {{{jelölt7}}} –            |                | {{{százalék7}}} |
|                                 | {{{jelölt8}}} –            |                | {{{százalék8}}} |
|                                 | {{{jelölt9}}} –            |                | {{{százalék9}}} |
|                                 |                            |                |                 |
|                                 |                            |                |                 |
| 2006                            |                            | Részvétel: 94% |                 |

| \| 2010 ⚠ \| eredménytelen választás \| Részvétel: 95% \| |                         |                |                 |
| Jelölt                                                    | Jelölt                  | Szavazat       | Szavazat        |
|                                                           | Buzsáki Zoltán –        | 20             | 50,0%           |
|                                                           | Horváth Gábor –         | 20             | 50,0%           |
|                                                           | {{{jelölt3}}} –         |                | {{{százalék3}}} |
|                                                           | {{{jelölt4}}} –         |                | {{{százalék4}}} |
|                                                           | {{{jelölt5}}} –         |                | {{{százalék5}}} |
|                                                           | {{{jelölt6}}} –         |                | {{{százalék6}}} |
|                                                           | {{{jelölt7}}} –         |                | {{{százalék7}}} |
|                                                           | {{{jelölt8}}} –         |                | {{{százalék8}}} |
|                                                           | {{{jelölt9}}} –         |                | {{{százalék9}}} |
|                                                           |                         |                |                 |
|                                                           |                         |                |                 |
| 2010 ⚠                                                    | eredménytelen választás | Részvétel: 95% |                 |

| \| 2010 \| Időközi választás \| Részvétel: 87% \| |                   |                |                 |
| Jelölt                                            | Jelölt            | Szavazat       | Szavazat        |
|                                                   | Horváth Gábor –   | 36             | 62,1%           |
|                                                   | Buzsáki Zoltán –  | 22             | 37,9%           |
|                                                   | {{{jelölt3}}} –   |                | {{{százalék3}}} |
|                                                   | {{{jelölt4}}} –   |                | {{{százalék4}}} |
|                                                   | {{{jelölt5}}} –   |                | {{{százalék5}}} |
|                                                   | {{{jelölt6}}} –   |                | {{{százalék6}}} |
|                                                   | {{{jelölt7}}} –   |                | {{{százalék7}}} |
|                                                   | {{{jelölt8}}} –   |                | {{{százalék8}}} |
|                                                   | {{{jelölt9}}} –   |                | {{{százalék9}}} |
|                                                   |                   |                |                 |
|                                                   |                   |                |                 |
| 2010                                              | Időközi választás | Részvétel: 87% |                 |

| \| 2014 \| \| Részvétel: 82% \| |                  |                |                 |
| Jelölt                          | Jelölt           | Szavazat       | Szavazat        |
|                                 | Horváth Gábor –  | 21             | 77,8%           |
|                                 | Buzsáki Zoltán – | 6              | 22,2%           |
|                                 | {{{jelölt3}}} –  |                | {{{százalék3}}} |
|                                 | {{{jelölt4}}} –  |                | {{{százalék4}}} |
|                                 | {{{jelölt5}}} –  |                | {{{százalék5}}} |
|                                 | {{{jelölt6}}} –  |                | {{{százalék6}}} |
|                                 | {{{jelölt7}}} –  |                | {{{százalék7}}} |
|                                 | {{{jelölt8}}} –  |                | {{{százalék8}}} |
|                                 | {{{jelölt9}}} –  |                | {{{százalék9}}} |
|                                 |                  |                |                 |
|                                 |                  |                |                 |
| 2014                            |                  | Részvétel: 82% |                 |

| \| 2019 \| \| Részvétel: 71% \| |                 |                |                 |
| Jelölt                          | Jelölt          | Szavazat       | Szavazat        |
|                                 | Horváth Gábor – | 22             | 100%            |
|                                 | {{{jelölt2}}} – |                | {{{százalék2}}} |
|                                 | {{{jelölt3}}} – |                | {{{százalék3}}} |
|                                 | {{{jelölt4}}} – |                | {{{százalék4}}} |
|                                 | {{{jelölt5}}} – |                | {{{százalék5}}} |
|                                 | {{{jelölt6}}} – |                | {{{százalék6}}} |
|                                 | {{{jelölt7}}} – |                | {{{százalék7}}} |
|                                 | {{{jelölt8}}} – |                | {{{százalék8}}} |
|                                 | {{{jelölt9}}} – |                | {{{százalék9}}} |
|                                 |                 |                |                 |
|                                 |                 |                |                 |
| 2019                            |                 | Részvétel: 71% |                 |

| Áttekintő táblázat | Áttekintő táblázat | Áttekintő táblázat         | Áttekintő táblázat         | Áttekintő táblázat         | Áttekintő táblázat | Áttekintő táblázat | Áttekintő táblázat | Áttekintő táblázat |
| Év                 | Év                 | Megválasztott polgármester | Megválasztott polgármester | Megválasztott polgármester | Szavazat           | Szavazat           | Előny a 2. előtt   | Előny a 2. előtt   |
| Év                 | Év                 | név                        | szervezet                  | szervezet                  | db                 | érv.%              | db                 | %                  |
| ------------------ | ------------------ | -------------------------- | -------------------------- | -------------------------- | ------------------ | ------------------ | ------------------ | ------------------ |
| 1990               | 1990               | Czuring József             |                            | –                          | (nincs adat)       | (nincs adat)       | (nincs adat)       | (nincs adat)       |
|                    | 1992               | Horváth László             |                            | –                          | 37                 | 100,0%             | –                  | –                  |
| 1994               | 1994               | Horváth László             |                            | –                          | 27                 | 58,7%              | +8                 | +17%               |
| 1998               | 1998               | Samu Ferenc                |                            | –                          | 19                 | 52,8%              | +7                 | +19%               |
| 2002               | 2002               | Samu Ferenc                |                            | –                          | 27                 | 100,0%             | +27                | +100%              |
| 2006               | 2006               | Horváth Gábor              |                            | –                          | 19                 | 57,6%              | +8                 | +24%               |
| 2010 ⚠             | 2010 ⚠             | –                          |                            | –                          | 20                 | 50,0%              | ±0                 | ±0%                |
|                    | 2010               | Horváth Gábor              |                            | –                          | 36                 | 62,1%              | +14                | +24%               |
| 2014               | 2014               | Horváth Gábor              |                            | –                          | 21                 | 77,8%              | +15                | +56%               |
| 2019               | 2019               | Horváth Gábor              |                            | –                          | 22                 | 100,0%             | –                  | –                  |

| 1990   | 1990   | n.a. | – | (nincs adat) | (nincs adat) | (nincs adat) |
|        | 1992   | 1    | ✗ | 64%          | 37           | 5,1%         |
| 1994   | 1994   | 2    | ✓ | 82%          | 46           | 0,0%         |
| 1998   | 1998   | 3    | ✗ | 79%          | 36           | 5,3%         |
| 2002   | 2002   | 2    | ✓ | 69%          | 27           | 0,0%         |
| 2006   | 2006   | 3    | ✗ | 94%          | 33           | 0,0%         |
| 2010 ⚠ | 2010 ⚠ | 2    | ✓ | 95%          | 40           | 2,1%         |
|        | 2010   | 2    | ✓ | 87%          | 58           | 3,3%         |
| 2014   | 2014   | 2    | ✓ | 82%          | 27           | 3,6%         |
| 2019   | 2019   | 1    | ✓ | 71%          | 22           | 8,3%         |

| Összehasonlító tábla (1992 óta) | Összehasonlító tábla (1992 óta) | Összehasonlító tábla (1992 óta) | Összehasonlító tábla (1992 óta) | Összehasonlító tábla (1992 óta) | Összehasonlító tábla (1992 óta) | Összehasonlító tábla (1992 óta) | Összehasonlító tábla (1992 óta) | Összehasonlító tábla (1992 óta) | Összehasonlító tábla (1992 óta) |
| Év                              | Év                              | Polgármester-jelölt             | Polgármester-jelölt             | Polgármester-jelölt             | #.                              | Szavazat                        | Szavazat                        | Szavazat                        | Szavazat                        |
| Év                              | Év                              | név                             | szervezet                       | szervezet                       | #.                              | db                              | jogosultak arányában            | szavazók arányában              | érvényes szavazatok arányában   |
| ------------------------------- | ------------------------------- | ------------------------------- | ------------------------------- | ------------------------------- | ------------------------------- | ------------------------------- | ------------------------------- | ------------------------------- | ------------------------------- |
|                                 | 1992                            | Horváth László                  |                                 | –                               | 1.                              | 37                              | 60,7%                           | 94,9%                           | 100,0%                          |
| 1994                            | 1994                            | Horváth László                  |                                 | –                               | 1.                              | 27                              | 48,2%                           | 58,7%                           | 58,7%                           |
| 1994                            | 1994                            | Kelemen Mariann                 |                                 | –                               | 2.                              | 19                              | 33,9%                           | 41,3%                           | 41,3%                           |
| 1998                            | 1998                            | Samu Ferenc                     |                                 | –                               | 1.                              | 19                              | 39,6%                           | 50,0%                           | 52,8%                           |
| 1998                            | 1998                            | Lukács József                   |                                 | –                               | 2.                              | 12                              | 25,0%                           | 31,6%                           | 33,3%                           |
| 1998                            | 1998                            | Vessző Imre István              |                                 | –                               | 3.                              | 5                               | 10,4%                           | 13,2%                           | 13,9%                           |
| 2002                            | 2002                            | Samu Ferenc                     |                                 | –                               | 1.                              | 27                              | 69,2%                           | 100,0%                          | 100,0%                          |
| 2002                            | 2002                            | Lukács József                   |                                 | –                               | 2.                              | 0                               | 0,0%                            | 0,0%                            | 0,0%                            |
| 2006                            | 2006                            | Horváth Gábor                   |                                 | –                               | 1.                              | 19                              | 54,3%                           | 57,6%                           | 57,6%                           |
| 2006                            | 2006                            | Petkov-Kristov Péter            |                                 | –                               | 2.                              | 11                              | 31,4%                           | 33,3%                           | 33,3%                           |
| 2006                            | 2006                            | Boskovics Sándor                |                                 | Somogyért                       | 3.                              | 3                               | 8,6%                            | 9,1%                            | 9,1%                            |
| 2010                            | 2010                            | Buzsáki Zoltán                  |                                 | –                               | 1-2.                            | 20                              | 46,5%                           | 48,8%                           | 50,0%                           |
| 2010                            | 2010                            | Horváth Gábor                   |                                 | –                               | 1-2.                            | 20                              | 46,5%                           | 48,8%                           | 50,0%                           |
|                                 | 2010                            | Horváth Gábor                   |                                 | –                               | 1.                              | 36                              | 52,2%                           | 60,0%                           | 62,1%                           |
| Buzsáki Zoltán                  | 2010                            |                                 | –                               | 2.                              | 22                              | 31,9%                           | 36,7%                           | 37,9%                           |                                 |
| 2014                            | 2014                            | Horváth Gábor                   |                                 | –                               | 1.                              | 21                              | 61,8%                           | 75,0%                           | 77,8%                           |
| 2014                            | 2014                            | Buzsáki Zoltán                  |                                 | –                               | 2.                              | 6                               | 17,6%                           | 21,4%                           | 22,2%                           |
| 2019                            | 2019                            | Horváth Gábor                   |                                 | –                               | 1.                              | 22                              | 64,7%                           | 91,7%                           | 100,0%                          |

## Polgármesterek
| 1990-'94       | 1990-'94       | 1994-'98       | 1998-'02    | 2002-'06    | 2006-'10      | 2010-'14      | 2014-'19      | 2019-         |
| '90-'92        | '92-'94        | 1994-'98       | 1998-'02    | 2002-'06    | 2006-'10      | 2010-'14      | 2014-'19      | 2019-         |
| -------------- | -------------- | -------------- | ----------- | ----------- | ------------- | ------------- | ------------- | ------------- |
| Czuring József | Horváth László | Horváth László | Samu Ferenc | Samu Ferenc | Horváth Gábor | Horváth Gábor | Horváth Gábor | Horváth Gábor |
| –              | –              | –              | –           | –           | –             | –             | –             | –             |
|                |                |                |             |             |               |               |               |               |